# Taeko
Taeko (jap. たえこ, タエコ) – żeńskie imię japońskie.

## Możliwa pisownia
Taeko można zapisać używając wielu różnych znaków kanji i może znaczyć m.in.:
- 妙子, „uroczy, dziecko”
- 多恵子, „wiele, przysługa, dziecko”

## Znane osoby
- Taeko Hattori (妙子), japońska aktorka
- Taeko Kawata (妙子), japońska seiyū
- Taeko Kōno (多惠子), japońska powieściopisarka i eseistka
- Taeko Nakanishi (妙子), japońska seiyū
- Taeko Watanabe (多恵子), japońska mangaka

## Fikcyjne postacie
- Taeko Minazuki (妙子), bohaterka mangi i anime Ai yori aoshi
- Taeko Yasuhiro (多恵子), postać z serii Danganronpa